# سيسيليا روت
سيسيليا إديث رونتبيرغ غوتكن (بالإسبانية: Cecilia Roth)‏ المعروفة في الوسط الفني باسم سيسيليا روت  (8 أغسطس 1956) هي ممثلة أرجنتينية حاصلة على جائزة جويا وجائزة الأفلام الأوروبية. اشتهرت

## حياتها

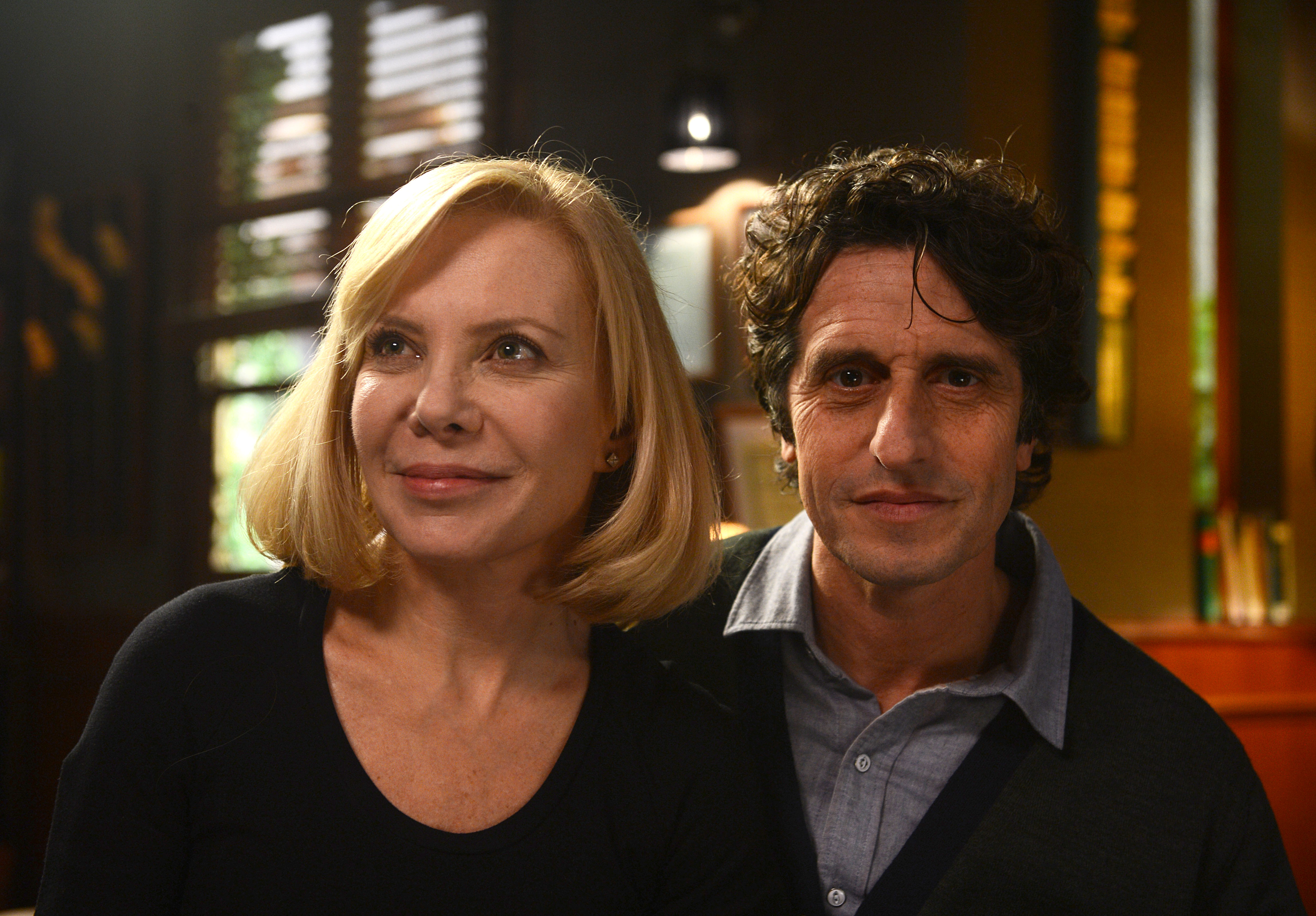
سيسيليا روث ودييجو بيريتي. في موسم العلاج 3

ولدت سيليسيا روت في بوينس آيرس في الأرجنتين سنة 1956. أبوها أبراشا روتينبرغ أكراني يهودي انتقل إلى الأرجنتين في 1930، واتشغل ككاتب، محرر وصحفي، وأمها، دينا غوتكين، وتعرف أيضا باسم دينا روت مغنية ولدت مندوزا وتعرعت في سانتياغو بتشيلي.لروت أخ وهو المغني أرييل روت، وهو عضو سابق في فرقة لوس رودريغيز ويعيش في إسبانيا.
بدأت حياتها المهنية كممثلة في الأرجنتين ابتداء 1976، حين هربت من الدكتاتورية العسكرية وانتقلت إلى إسبانيا. حققت روت نجاحا كبيرا في الأفلام الإسبانية منذ أول ظهور لها في فيلم المروج الخضراء (بالإسبانية: Las verdes praderas)‏ من طرف خوسيه لويس غارثي سنة 1979، الغضب  (بالإسبانية: Arrebato)‏ من طرف إيفان زولويتا سنة 1980، متاهة العاطفة (بالإسبانية: Laberinto de pasiones)‏ من طرف بيدرو ألمودوبار سنة 1982. من أبرز أفلامها مكان في العالم (بالإسبانية: Un lugar en el mundo)‏ سنة 1992، مارتن (بالإسبانية: Martín)‏ سنة 1997.
اشتهرت أيضا بدور البطولة في فيلم كل شيء عن أمي (بالإسبانية: Todo sobre mi madre)‏ من طرف بيدرو ألمودوفار سنة 1999. فازت روت بجائزة جويا لأفضل ممثلة. كما مثلت في عدة مسلسلات، من بينها من أجل الحب (بالإسبانية: Por amor)‏ معا أرنالدو أندري وماريا باليستيروس، تسعة أقمار (بالإسبانية: Nueve lunas)‏. شاركت أيضا في السلسلة القصيرة لورا وزوي (بالإسبانية: Laura y Zoe)‏ بجانب سوسو بيكورارو، نقوش الأضرحة (بالإسبانية: Epitafios)‏ بجانب جوليو شافيز وليوناردو سباراغليا.

## الجوائز والترشيحات

### جوائز جويا
| السنة | الفئة      | العمل         | النتيجة |
| ----- | ---------- | ------------- | ------- |
| 1998  | أفضل ممثلة | مارتن         | فوز     |
| 2000  | أفضل ممثلة | كل شيء عن أمي | فوز     |

### جوائز كندور الأنديز الفضية
| السنة | الفئة             | العمل              | النتيجة |
| ----- | ----------------- | ------------------ | ------- |
| 1993  | أفضل ممثلة        | مكان في العالم     | فوز     |
| 1998  | أفضل ممثلة        | مارتن              | فوز     |
| 2001  | أفضل ممثلة        | ليلة مع حب صابرينا | رُشِّح     |
| 2002  | أفضل ممثلة        | أنتيجا، حياتي      | رُشِّح     |
| 2007  | أفضل ممثلة مساعدة | صوفاكاما           | رُشِّح     |

### جوائز فوتوغاما الفضية
| السنة | الفئة            | العمل         | النتيجة |
| ----- | ---------------- | ------------- | ------- |
| 1999  | أفضل ممثلة سينما | كل شيء عن أمي | فوز     |

### جائزة كونيكس
| السنة | الفئة            | النتيجة |
| ----- | ---------------- | ------- |
| 2001  | أفضل ممثلة سينما | فوز     |

### جوائز مارتن فييرو
| السنة | الفئة                       | العمل      | النتيجة |
| ----- | --------------------------- | ---------- | ------- |
| 1992  | أفضل ممثلة في أوبرا الصابون | الحب       | رُشِّح     |
| 1993  | أفضل ممثلة في أوبرا الصابون | في الداخل  | رُشِّح     |
| 1994  | أفضل ممثلة في أوبرا الصابون | تسعة أقمار | فوز     |
| 2009  | أفضل ممثلة مسلسل قصير       | نقش الضريح | رُشِّح     |
| 2010  | أفضل ممثلة مسلسل قصير       | متعني      | فوز     |

## روابط خارجية
- سيسيليا روت على موقع IMDb (الإنجليزية)
- سيسيليا روت على موقع ألو سيني (الفرنسية)
- سيسيليا روت على موقع أول موفي (الإنجليزية)
- سيسيليا روت على موقع قاعدة بيانات الأفلام السويدية (السويدية)
- سيسيليا روت على موقع إن إن دي بي (الإنجليزية)
- سيسيليا روت على موقع قاعدة بيانات الفيلم (الإنجليزية)
- سيسيليا روت على موقع كينوبويسك (الروسية)
- سيسيليا روت في Cinenacional.com